# Davydkovo (metrostation Moskou)
Davydkovo (Russisch: Давыдково ) is een station aan de Grote Ringlijn van de Moskouse metro dat werd geopend op 7 december 2021.

## Ligging en inrichting
Het station is onderdeel van het zuidwest kwadrant van de Grote Ringlijn en ligt bij het kruispunt van de Aminjevskoje Sjosse en de Initsiativnaja Oelitsa. Het ondiep gelegen zuilenstation is een ontwerp van het Spaanse bouwbedrijf Bustren. Er is één ondergrondse verdeelhal die is aangesloten op een voetgangerstunnel. Nog een niveau lager liggen twee zijperrons langs het dubbelspoor tussen Aminjevskoje Sjosse in het zuiden en Koentsjevkaja in het noorden. 

## Chronologie
- Maart 2017 uitschrijving voor de aanbesteding van een tunnelvak met station waarrvan in april de gunning zou volgen.
- Juli 2017 aankondiging dat de bouw van het station in 2018 zal beginnen
- September 2017 een nieuwe aanbesteding wordt geopend voor het station zelf met als eis dat de bouw en installatiewerkzaamheden eind mei 2020 moeten zijn voltooid.
- 24 april 2018 de bouw van het station begint.
- 7 december 2021, begin van de reizigersdienst.